# Alternaria euphorbiicola
Alternaria euphorbiicola är en svampart som beskrevs av E.G. Simmons & Engelhard 1986. Alternaria euphorbiicola ingår i släktet Alternaria och familjen Pleosporaceae.   Inga underarter finns listade i Catalogue of Life.